# Elisabetta Gonzaga
Elisabetta Gonzaga, duchessa di Urbino (Mantova, 9 febbraio 1471 – Ferrara, 28 gennaio 1526), era figlia di Federico I Gonzaga, marchese di Mantova, e di Margherita di Baviera. Era quindi sorella di Francesco II Gonzaga.

## Biografia

### Matrimonio
L'11 febbraio 1488 sposò Guidobaldo da Montefeltro, duca di Urbino, che aveva un anno meno di lei. Non ebbe figli, a causa dell'impotenza sessuale del marito.
Elisabetta accompagnò Lucrezia Borgia nel viaggio verso Ferrara dove la figlia del papa avrebbe sposato Alfonso I d'Este. Era anche amica e confidente della cognata Isabella d'Este, moglie di suo fratello Francesco II Gonzaga.

### Fuga da Urbino
Quando il 21 giugno 1502 Cesare Borgia occupò Urbino, mettendo in fuga Guidobaldo, Elisabetta si trovava a Mantova e qui si trattenne finché la situazione non si ristabilì. Riuscì a tornare a Urbino nel 1503.
Nel 1508 rimase vedova ma poté continuare a vivere alla corte di Urbino, come Duchessa madre: sua nipote Eleonora Gonzaga aveva sposato il nuovo duca di Urbino Francesco Maria I della Rovere che, peraltro, nutriva per lei grande affetto, essendo stato precedentemente adottato da Guidobaldo da Montefeltro, marito della nobildonna.

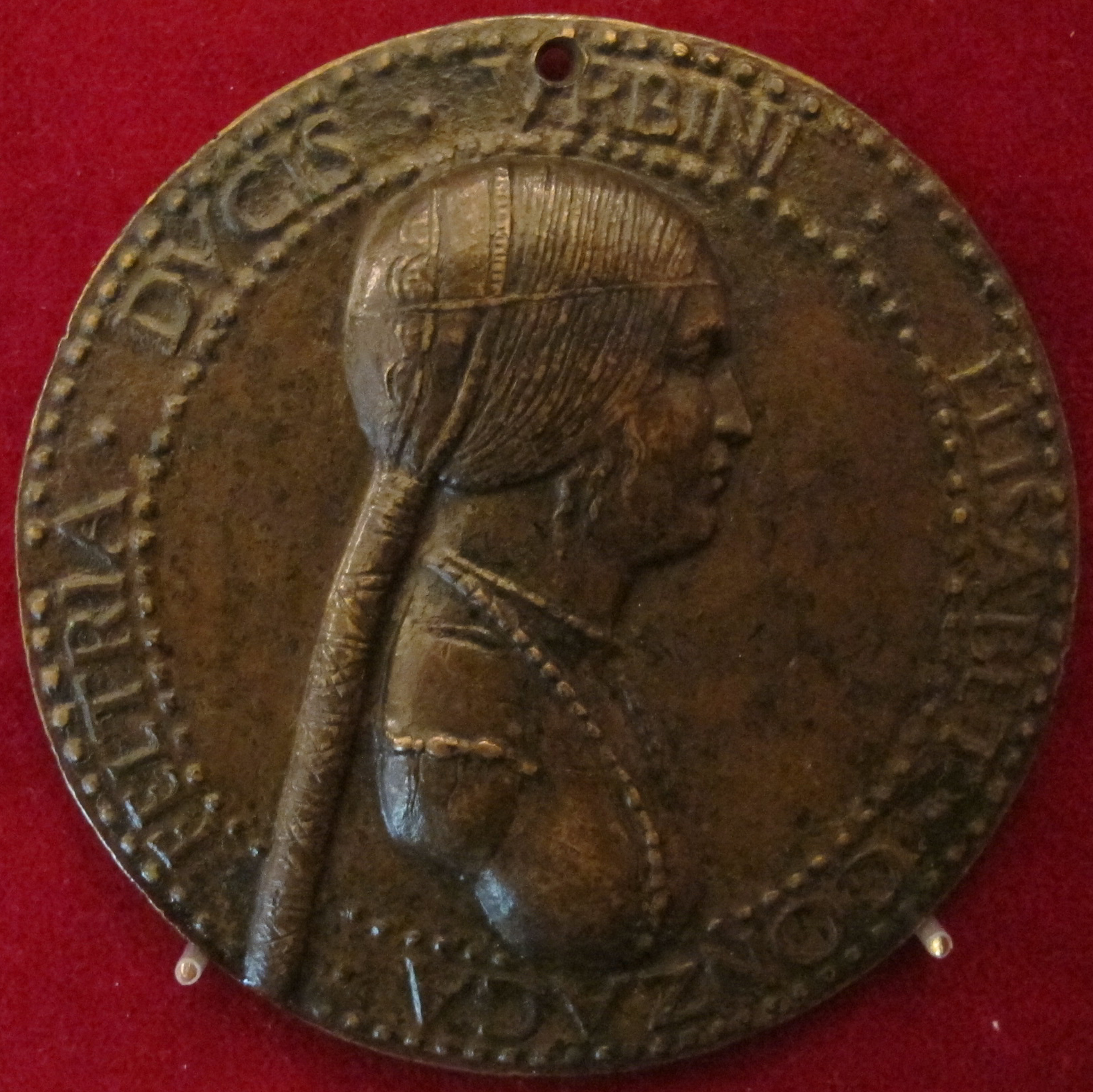
Medaglia di Elisabetta Gonzaga col coazzone.

Nel giugno del 1516 dovette abbandonare di nuovo Urbino, cacciata via insieme alla corte da papa Leone X che voleva dare il Ducato a suo nipote Lorenzo de Medici. Insieme alla nipote, la duchessa Eleonora Gonzaga, e a sua cognata, la contessa Emilia Pia Montefeltro, senza un soldo, trovò rifugio a Ferrara.

### Amicizia con Vincenzo Calmeta
Fu donna di cultura e protettrice di artisti e letterati. Fra questi godé una particolare predilezione da parte sua il rinomato poeta Vincenzo Calmeta, migrato a Urbino in seguito alla morte della compianta Beatrice d'Este, di cui era segretario, e della conquista francese del ducato di Milano. Nel 1507 Elisabetta lo raccomandò più volte al fratello Francesco Gonzaga, non essendo a conoscenza, forse, dell'odio feroce che quest'ultimo nutriva verso di lui. Francesco pregò la sorella di non nominargli più Vincenzo neppure per sbaglio, dicendo: "io non potria sentire né ricever il magior dispiacer che vedermi ricerchato [raccomandato] da V. S. [Vostra Signoria] in favore de Vincentio Calmetta, quale non sento nominare senza mio gran disturbo et molto fastidio, per causa ho de non volerli bene [...] et sij certa che alla sua prima [lettera] non feci resposta solum per l'odio [che] porto ad esso Vincentio".
Per Alessandro Luzio, ciò era dovuto al fatto che già prima del 1502 Vincenzo si pavoneggiava del favore accordatogli da Isabella d'Este, moglie di Francesco. Secondo Stephen Kolsky, l'odio del marchese non sarebbe derivato da gelosia ma, al contrario, da una difesa della moglie e della sorella, le quali sarebbero state infamate da Vincenzo. In seguito alle feste ferraresi per le nozze di Lucrezia Borgia con Alfonso d'Este fu infatti diffusa una lettera, proveniente dall'Accademia romana e diretta proprio alle due donne, in cui la marchesa Isabella era descritta come una mangiona, avida e sciatta che, pur non essendo più tanto giovane, si conciava in modo tale da volere sembrare una ragazzina. Si diceva che autore ne fosse lo stesso Vincenzo, ma questi aveva più volte dichiarato che non era suo costume "lacerare", cioè infamare, gli altri, e lo stesso Mario Equicola ne reputava piuttosto autore Mario Bonaventura, che avrebbe voluto incastrare Vincenzo.
Del resto non si spiegherebbe altrimenti come, a dispetto degli odi del fratello, Elisabetta riservasse sempre a Vincenzo la propria più sincera e appassionata amicizia. Questa predilezione le avrebbe addirittura causato un litigio con Francesco, che le negò la propria ospitalità. Da ciò si comprende "quanto interesse doveva portargli Elisabetta", se per causa sua correva persino il rischio di entrare in contrasto con l'amato fratello. Difatti "la relazione del Calmeta con Elisabetta durò in alterata per anni parecchi".

## Elisabetta nella letteratura
È alla presenza di Elisabetta Gonzaga che si svolgono i dialoghi narrati nel trattato Il Cortegiano (1528) di Baldassarre Castiglione. In questa importante opera Elisabetta Gonzaga, scomparsa due anni prima, viene descritta come una delle più colte e raffinate nobildonne dell'epoca. In una scena narrata, "l'irreprensibile Elisabetta, che ha scelto di essere vidua [vedova] in vita dell'impotente Guidobaldo" si mostra in pubblico con una lettera S sulla fronte, sul significato della quale i suoi cortigiani si interrogano: "forse cela nell'emblema che le orna la fronte un desiderio segreto relativo alla tanto agognata, impossibile maternità. O forse un segreto vincolo d'amore". Nell'opera è detto che Unico Aretino risponde alla sfida con la composizione estemporanea di un sonetto, Per segno del mio amor nel fronte porto, il quale indica appunto il significato principalmente amoroso di quella S sulla fronte, che varia poi in base alle diverse situazioni.. In verità tale sonetto, attribuito da Castiglione all'Aretino, uscì a stampa già nel 1502 sotto il nome di Vincenzo Calmeta.

## Ascendenza
|                                  |                           |                                     | Genitori                           |  |  | Nonni |  |  | Bisnonni              |  |  | Trisnonni           |  |
|                                  |                           |                                     |                                    |  |  |       |  |  | Gianfrancesco Gonzaga |  |  | Francesco I Gonzaga |  |
|                                  |                           |                                     |                                    |  |  |       |  |  | Gianfrancesco Gonzaga |  |  | Francesco I Gonzaga |  |
|                                  |                           | Margherita Malatesta                |                                    |  |  |       |  |  | Gianfrancesco Gonzaga |  |  |                     |  |
| Ludovico III Gonzaga             |                           |                                     |                                    |  |  |       |  |  | Gianfrancesco Gonzaga |  |  |                     |  |
|                                  |                           | Paola Malatesta                     | Malatesta IV Malatesta             |  |  |       |  |  |                       |  |  |                     |  |
|                                  |                           | Paola Malatesta                     | Malatesta IV Malatesta             |  |  |       |  |  |                       |  |  |                     |  |
|                                  |                           | Paola Malatesta                     | Elisabetta da Varano               |  |  |       |  |  |                       |  |  |                     |  |
| Federico I Gonzaga               |                           | Paola Malatesta                     |                                    |  |  |       |  |  |                       |  |  |                     |  |
|                                  |                           | Giovanni l'Alchimista               | Federico I di Brandeburgo          |  |  |       |  |  |                       |  |  |                     |  |
|                                  |                           | Giovanni l'Alchimista               | Federico I di Brandeburgo          |  |  |       |  |  |                       |  |  |                     |  |
|                                  |                           | Giovanni l'Alchimista               | Elisabetta di Baviera-Landshut     |  |  |       |  |  |                       |  |  |                     |  |
| Barbara di Brandeburgo           |                           | Giovanni l'Alchimista               |                                    |  |  |       |  |  |                       |  |  |                     |  |
|                                  |                           | Barbara di Sassonia-Wittenberg      | Rodolfo III di Sassonia-Wittenberg |  |  |       |  |  |                       |  |  |                     |  |
|                                  |                           | Barbara di Sassonia-Wittenberg      | Rodolfo III di Sassonia-Wittenberg |  |  |       |  |  |                       |  |  |                     |  |
|                                  |                           | Barbara di Sassonia-Wittenberg      | Barbara di Legnica                 |  |  |       |  |  |                       |  |  |                     |  |
| Elisabetta Gonzaga               |                           | Barbara di Sassonia-Wittenberg      |                                    |  |  |       |  |  |                       |  |  |                     |  |
|                                  | Ernesto di Baviera-Monaco | Giovanni II di Baviera              |                                    |  |  |       |  |  |                       |  |  |                     |  |
|                                  | Ernesto di Baviera-Monaco | Giovanni II di Baviera              |                                    |  |  |       |  |  |                       |  |  |                     |  |
|                                  | Ernesto di Baviera-Monaco | Caterina di Gorizia                 |                                    |  |  |       |  |  |                       |  |  |                     |  |
| Alberto III di Baviera           | Ernesto di Baviera-Monaco |                                     |                                    |  |  |       |  |  |                       |  |  |                     |  |
|                                  |                           | Elisabetta Visconti                 | Bernabò Visconti                   |  |  |       |  |  |                       |  |  |                     |  |
|                                  |                           | Elisabetta Visconti                 | Bernabò Visconti                   |  |  |       |  |  |                       |  |  |                     |  |
|                                  |                           | Elisabetta Visconti                 | Regina della Scala                 |  |  |       |  |  |                       |  |  |                     |  |
| Margherita di Baviera            |                           | Elisabetta Visconti                 |                                    |  |  |       |  |  |                       |  |  |                     |  |
|                                  |                           | Erich I di Braunschweig-Grubenhagen | Alberto I di Brunswick-Grubenhagen |  |  |       |  |  |                       |  |  |                     |  |
|                                  |                           | Erich I di Braunschweig-Grubenhagen | Alberto I di Brunswick-Grubenhagen |  |  |       |  |  |                       |  |  |                     |  |
|                                  |                           | Erich I di Braunschweig-Grubenhagen | Agnese I di Brunswick-Lüneburg     |  |  |       |  |  |                       |  |  |                     |  |
| Anna di Braunschweig-Grubenhagen |                           | Erich I di Braunschweig-Grubenhagen |                                    |  |  |       |  |  |                       |  |  |                     |  |
|                                  |                           | Elisabetta di Brunswick-Göttingen   | Ottone I di Brunswick-Göttingen    |  |  |       |  |  |                       |  |  |                     |  |
|                                  |                           | Elisabetta di Brunswick-Göttingen   | Ottone I di Brunswick-Göttingen    |  |  |       |  |  |                       |  |  |                     |  |
|                                  |                           | Elisabetta di Brunswick-Göttingen   | Margherita di Berg                 |  |  |       |  |  |                       |  |  |                     |  |
|                                  |                           | Elisabetta di Brunswick-Göttingen   |                                    |  |  |       |  |  |                       |  |  |                     |  |